# Myrmotherula assimilis
El hormiguerito plomizo (en Perú) (Myrmotherula assimilis), también denominado hormiguerito ribereño (en Colombia) u hormiguero pesado, es una especie de ave paseriforme de la familia Thamnophilidae perteneciente al numeroso género Myrmotherula. Es nativo de la región amazónica  en Sudamérica.

## Distribución y hábitat
Se distribuye a lo largo del río Amazonas y sus principales afluentes, en la Amazonia brasileña, extremo sur de Colombia, noreste de Perú y norte de Bolivia. Ver más detalles en Subespecies.
Esta especie es bastante común en su hábitat natural, los bosques de várzea y las islas ribereñas, por debajo de los 200 m de altitud.

## Sistemática

### Descripción original
La especie M. assimilis fue descrita por primera vez por el ornitólogo austríaco August von Pelzeln en 1868 bajo el mismo nombre científico; localidad tipo «Río Amajaú, Río Negro, Brasil».

### Etimología
El nombre genérico femenino «Myrmotherula» es un diminutivo del género Myrmothera, del griego «murmos»: hormiga y «thēras»: cazador; significando «pequeño cazador de hormigas»; y el nombre de la especie «assimilis», del latín: similar, parecido.

### Taxonomía
Las relaciones de parentesco de esta especie son dudosas. Los resultados de estudios genéticos sugieren que no es próxima a ninguna otra especie del género.

### Subespecies
Según la clasificación del Congreso Ornitológico Internacional (IOC) (Versión 7.2, 2017) se reconocen 2 subespecies, con su correspondiente distribución geográfica:
- Myrmotherula assimilis assimilis Pelzeln, 1868 – ríos del oeste y del centro de la Amazonia en Perú (hacia el este desde el bajo Marañón), Brasil (hacia el este hasta la divisa entre Amazonas y Pará, incluyendo el Solimões, Madeira y las porciones bajas de los ríos Negro, Juruá y Purus) y norte de Bolivia (bajo Beni y Guaporé).
- Myrmotherula assimilis transamazonica Gyldenstolpe, 1951 – río Amazonas en el extremo oeste de Pará (hacia el este hasta la desembocadura del Tapajós).

La clasificación Clements Checklist v.2016 no reconoce subespecies.